# Gerolf Van de Perre
Gerolf Van de Perre (11 maart 1965, Sint-Amandsberg, België) is kunstschilder en auteur, en als docent verbonden aan de Sint-Lucasacademie te Gent.  In 2011 nam hij deel aan het Kunstenfestival Watou: Tussen Taal en Beeld. Hij is de zoon van kunstenaar Harold Van de Perre.
Tijdens een driejarig verblijf in Peking (1999-2001) experimenteerde hij met een persoonlijke benadering van graphic novels, wat leidde tot de publicatie van drie geschilderde verhalen waarvoor de inspiratie uit het hedendaagse China is geput. Daarna publiceerde hij een adaptatie in schilderijen van de enige roman van Rainer Maria Rilke, De aantekeningen van Malte Laurids Brigge, onder de titel “Dichter in de Massa”.

## Publicaties
- Spiegelbeeldessay (Kunsttijdschrift Vlaanderen, 2015)
- Le Grand Meaulnes Revisited (Uitgeverij Snoeck, 2016)
- Gewonde stad met Johanna Spaey (De Bezige Bij, 2014)
- Dichter in de massa (Atlas, 2010)
- The Emperor’s Tomb (Bries, 2009)
- Het graf van de keizer (Uitgeverij Bries, 2008)
- Huishulp (2007)
- Steenstof (Uitgeverij Oogachtend, 2004), bekroond met de tweejaarlijkse VPRO debuutprijs op de Haarlemse Stripdagen (Nederland)
- Domweg dapper (2003)